# Episodi di Bob's Burgers (quarta stagione)
La quarta stagione di Bob's Burgers è in onda in prima visione negli Stati Uniti dal 29 settembre 2013 al 18 maggio 2014 su FOX.
In Italia è trasmessa per la prima volta dal 6 novembre 2014 su Fox Animation; a partire dalle repliche di luglio 2016, i titoli degli episodi sono stati tradotti in italiano.
| N° | Codice di produzione | Titolo                                                                        | Titolo italiano                      | Prima TV USA      | Prima TV Italia  |
| -- | -------------------- | ----------------------------------------------------------------------------- | ------------------------------------ | ----------------- | ---------------- |
| 1  | 3ASA11               | A River Runs Through Bob                                                      | Campeggi e disastri                  | 29 settembre 2013 | 6 novembre 2014  |
| 2  | 3ASA13               | Fort Night                                                                    | Notte al forte                       | 6 ottobre 2013    | 6 novembre 2014  |
| 3  | 3ASA14               | Seaplane!                                                                     | Lezioni di volo                      | 3 novembre 2013   | 13 novembre 2014 |
| 4  | 3ASA12               | My Big Fat Greek Bob                                                          | Il mio grosso grasso Bob greco       | 10 novembre 2013  | 13 novembre 2014 |
| 5  | 3ASA16               | Turkey in a Can                                                               | Il tacchino nel water                | 24 novembre 2013  | 20 novembre 2014 |
| 6  | 3ASA15               | Purple Rain-Union                                                             | Purple Rain-Union                    | 1º dicembre 2013  | 20 novembre 2014 |
| 7  | 3ASA18               | Bob and Deliver                                                               | Bob e il grande compito              | 8 dicembre 2013   | 27 novembre 2014 |
| 8  | 3ASA17               | Christmas in the Car                                                          | Natale in macchina                   | 15 dicembre 2013  | 27 novembre 2014 |
| 9  | 3ASA21               | Slumber Party                                                                 | Pigiama party                        | 5 gennaio 2014    | 4 dicembre 2014  |
| 10 | 3ASA20               | Presto Tina-o                                                                 | Presto Tina-o                        | 12 gennaio 2014   | 4 dicembre 2014  |
| 11 | 3ASA19               | Easy Com-mercial, Easy Go-mercial                                             | Lo spot del Super Bowl               | 26 gennaio 2014   | 11 dicembre 2014 |
| 12 | 4ASA04               | The Frond Files                                                               | Temi scottanti                       | 9 marzo 2014      | 11 dicembre 2014 |
| 13 | 4ASA03               | Mazel-Tina                                                                    | Il Bat Mitzvah di Tina               | 16 marzo 2014     | 18 dicembre 2014 |
| 14 | 3ASA22               | Uncle Teddy                                                                   | Zio Teddy                            | 23 marzo 2014     | 18 dicembre 2014 |
| 15 | 4ASA01               | The Kids Rob a Train                                                          | I ragazzi svaligiano un treno        | 30 marzo 2014     | 25 dicembre 2014 |
| 16 | 4ASA02               | I Get Psy-chic Out of You                                                     | Linda la sensitiva                   | 6 aprile 2014     | 25 dicembre 2014 |
| 17 | 4ASA05               | The Equestranauts                                                             | Equestrenaute                        | 13 aprile 2014    | 1º gennaio 2015  |
| 18 | 4ASA06               | Ambergris                                                                     | L'ambergris                          | 20 aprile 2014    | 1º gennaio 2015  |
| 19 | 4ASA07               | The Kids Run Away                                                             | La fuga di Louise                    | 27 aprile 2014    | 8 gennaio 2015   |
| 20 | 4ASA08               | Gene It On                                                                    | Gene-Leader                          | 4 maggio 2014     | 8 gennaio 2015   |
| 21 | 4ASA09               | Wharf Horse (or How Bob Saves/Destroys the Town - Part I)                     | La guerra di Wonder Wharf - 1ª parte | 11 maggio 2014    | 15 gennaio 2015  |
| 22 | 4ASA10               | World Wharf II: The Wharfening (or How Bob Saves/Destroys the Town - Part II) | La guerra di Wonder Wharf - 2ª parte | 18 maggio 2014    | 15 gennaio 2015  |